# Comuna Puzneakivți, Muncaci
Puzneakivți (în ucraineană Пузняківці) este o comună în raionul Muncaci, regiunea Transcarpatia, Ucraina, formată din satele Herțivți, Hrabovo, Krîte, Puzneakivți (reședința) și Trosteanîțea.

## Demografie
Componența lingvistică a comunei Puzneakivți
     Ucraineană (98,99%)
     Alte limbi (0,78%)
Conform recensământului din 2001, majoritatea populației comunei Puzneakivți era vorbitoare de ucraineană (98,99%), existând în minoritate și vorbitori de alte limbi.